# Cille Gad
Cille Gad (* 1675 in Bergen (Norwegen); † 1711 in Kopenhagen) war eine norwegische Autorin und Gelehrte.

## Leben
Cille (Diminutiv von Cäcilie) Gad stammte aus einer Familie, die mit dem dänischen Militär nach Norwegen gekommen war. Ihr Vater Knut Gad hatte an der Universität Kopenhagen Jura studiert und war Garnisonsschreiber und Auditeur in Bergen. Ihre Mutter Anne Abrahamsdatter war eine Tochter des Pastor von Tysnes, Abraham Jørgensen, und Cousine der Dichterin Dorothe Engelbretsdatter. Nach dem frühen Tod ihrer Mutter wuchs sie bei ihren Großeltern in Tysnes auf. Sie erhielt eine damals für Mädchen unübliche humanistische Bildung und lernte Latein, Altgriechisch und Hebräisch. Schon in jungen Jahren war sie in der Lage, neulateinische Gedichte zu verfassen.
1704 wurde die unverheiratete Cille Gad von einem ausländischen Seemann schwanger. Sie zog zu ihren Großmutter nach Tysnes, damit die Schwangerschaft in Bergen nicht öffentlich würde. Acht Wochen vor dem Geburtstermin kam es im März 1705 zu einer Frühgeburt eines ihren Angaben nach toten Kindes. Da es keine Zeugen der Entbindung gab, wurde sie der Kindstötung angeklagt und im Juni 1705 zum Tode verurteilt. Trotz eines Begnadigungsgesuchs ihres Vaters, der beteuerte, dass es sich um eine Totgeburt gehandelt habe, wurde das Todesurteil bestätigt. Während sie in einem Gefängnis auf einer Insel vor Bergen auf die Vollstreckung des Urteils wartete, erfuhr sie 1706 über ihren Vater, dass der dänische Polyhistor Otto Sperling sie wegen ihrer Gelehrsamkeit in seine Sammlung De foeminis doctis oder gynæceum aufnehmen wollte, eine Studie zu nahezu 1400 gelehrten Frauen aus allen Nationen und Jahrhunderten. Sie schrieb Sperling einen lateinischen Brief, der aus 80 Distichen bestand. Darin beteuerte sie erneut ihre Unschuld und beklagte, dass sie im Gefängnis keine Bücher habe. In einem Schreiben vom 3. September 1707 appellierte Sperling an König Friedrich IV. von Dänemark und Norwegen und bat um Cille Gads Begnadigung, die der König am 6. April 1708 gewährte. Sie musste eine Strafe zahlen und sich der Kirchenzucht unterziehen. Danach musste sie Norwegen verlassen.
Im Juni 1708 zog Cille Gad mit ihrem Vater nach Kopenhagen. Hier stand sie im Austausch mit Studierenden und Professoren der Universität Kopenhagen. Ein lateinisches Gratulationsgedicht von ihr findet sich in Thomas Jacobæus' Dissertatio de oculis insectorum 1708. 1711 starben beide vermutlich an der Pest-Epidemie  von 1708 bis 1714, die ein Drittel der Bevölkerung Kopenhagens auslöschte.

## Nachwirkung
Cille Gads Leben wurde schon bald in Darstellungen wie F. C. Schønaus Samling af Danske lærde Fruentimmer. (Kopenhagen 1753) aufgenommen. Sie gilt als die Inspiration für Ludvig Holbergs Gedicht Zille Hans Dotters Gynaicologia eller Forsvars Skrift for Qvinde-Kiønnet („Verteidigungsschrift für das weibliche Geschlecht“, 1722), in dem er seiner Zeit weit voraus „ohne Wenn und Aber die natürliche Geichheit der Geschlechter postuliert“.
In Bergen erinnert der Cille Gads Plass an sie.